# NGC 5559
NGC 5559 é uma galáxia espiral barrada (SBb) localizada na direcção da constelação de Boötes. Possui uma declinação de +24° 47' 56" e uma ascensão recta de 14 horas, 19 minutos e 12,5 segundos.
A galáxia NGC 5559 foi descoberta em 10 de Abril de 1785 por William Herschel.
Em 2001, uma supernova tipo Ib foi detectada dentro de NGC 5559, e foi posteriormente designada SN 2001co. A supernova era uma supernova rica em cálcio, pois tinha fortes linhas espectrais características de cálcio. Os progenitores destas supernovas ricas em cálcio ainda são um mistério.